# Flore de Madagascar et des Comores
Flore de Madagascar et des Comores (abreviado Fl. Madagasc.) es una revista con ilustraciones y descripciones botánicas que es editada por el botánico francés, Jean-Henri Humbert. Se publica desde el año 1936,  donde colaboraron diversos colegas, como Joseph Marie Henry Alfred Perrier de la Bâthie (1873-1958), Henri Chermezon (1885-1939). 